# Корольов Ігор Борисович
Ігор Корольов (рос. И́горь Бори́сович Королёв; 6 вересня 1970, Зеленоград — 7 вересня 2011, Ярославль) — радянський та російський хокеїст, що грав на позиції центрального нападника. Грав за збірні команди СРСР та Росії. Згодом — хокейний тренер.
Провів понад 800 матчів у Національній хокейній лізі.

## Ігрова кар'єра
Хокейну кар'єру розпочав на батьківщині 1988 року виступами за команду «Динамо» (Москва).
1992 року був обраний на драфті НХЛ під 38-м загальним номером командою «Сент-Луїс Блюз». 
Протягом професійної клубної ігрової кар'єри, що тривала 23 років, захищав кольори команд «Динамо» (Москва), «Сент-Луїс Блюз», «Вінніпег Джетс», «Фінікс Койотс», «Торонто Мейпл-Ліфс», «Чикаго Блекгокс», «Металург» (Магнітогорськ), «Атлант» (Митищі), «Локомотив» (Ярославль).
Загалом провів 836 матчів у НХЛ, включаючи 41 гру плей-оф Кубка Стенлі.
Виступав за збірну СРСР.

## Нагороди та досягнення
- Чемпіон СРСР 1990, 1991, СНД 1992. Чемпіон Росії 2007. Бронзовий призер чемпіонату Росії 2005, 2006, 2008.
- Володар Кубка Шпенглера 2005.
- Володар Кубка європейських чемпіонів 2008 у складі магнітогорського «Металургу».
- Володар Кубка Сауна 1992 у складі збірної Росії.
- Переможець турніру Приз Известий 1994 у складі збірної Росії.
- Бронзовий призер чемпіонату Європи серед юніорів 1988 у складі юніорської збірної СРСР.

## Смерть
Загинув 7 вересня 2011 року в авіакатастрофі під Ярославлем разом з усією командою ярославльського «Локомотива», асистентом головного тренера якої був на момент загибелі.

## Статистика

### Клубні виступи
| Сезон        | Клуб                       | Ліга         | Регулярний сезон | Регулярний сезон | Регулярний сезон | Регулярний сезон | Регулярний сезон | Плей-оф | Плей-оф | Плей-оф | Плей-оф | Плей-оф |
| Сезон        | Клуб                       | Ліга         | І                | Г                | П                | О                | ШХ               | І       | Г       | П       | О       | ШХ      |
| ------------ | -------------------------- | ------------ | ---------------- | ---------------- | ---------------- | ---------------- | ---------------- | ------- | ------- | ------- | ------- | ------- |
| 1988–89      | «Динамо» (Москва)          | СРСР         | 1                | 0                | 0                | 0                | 2                | —       | —       | —       | —       | —       |
| 1989–90      | «Динамо» (Москва)          | СРСР         | 17               | 3                | 2                | 5                | 2                | —       | —       | —       | —       | —       |
| 1990–91      | «Динамо» (Москва)          | СРСР         | 38               | 12               | 4                | 16               | 12               | —       | —       | —       | —       | —       |
| 1991–92      | «Динамо» (Москва)          | СНД          | 33               | 12               | 8                | 20               | 10               | —       | —       | —       | —       | —       |
| 1992–93      | «Динамо» (Москва)          | МХЛ          | 5                | 1                | 2                | 3                | 4                | —       | —       | —       | —       | —       |
| 1992–93      | «Сент-Луїс Блюз»           | НХЛ          | 74               | 4                | 23               | 27               | 20               | 3       | 0       | 0       | 0       | 0       |
| 1993–94      | «Сент-Луїс Блюз»           | НХЛ          | 73               | 6                | 10               | 16               | 40               | 2       | 0       | 0       | 0       | 0       |
| 1994–95      | «Вінніпег Джетс»           | НХЛ          | 45               | 8                | 22               | 30               | 10               | —       | —       | —       | —       | —       |
| 1994–95      | «Динамо» (Москва)          | МХЛ          | 13               | 4                | 6                | 10               | 18               | —       | —       | —       | —       | —       |
| 1995–96      | «Вінніпег Джетс»           | НХЛ          | 73               | 22               | 29               | 51               | 42               | 6       | 0       | 3       | 3       | 0       |
| 1996–97      | «Фінікс Койотс»            | НХЛ          | 41               | 3                | 7                | 10               | 28               | 1       | 0       | 0       | 0       | 0       |
| 1996–97      | «Мічиган К-Вінгс»          | ІХЛ          | 4                | 2                | 2                | 4                | 0                | —       | —       | —       | —       | —       |
| 1996–97      | «Фінікс Роудраннерс»       | ІХЛ          | 4                | 2                | 6                | 8                | 4                | —       | —       | —       | —       | —       |
| 1997–98      | «Торонто Мейпл-Ліфс»       | НХЛ          | 78               | 17               | 22               | 39               | 22               | —       | —       | —       | —       | —       |
| 1998–99      | «Торонто Мейпл-Ліфс»       | НХЛ          | 66               | 13               | 34               | 47               | 46               | 1       | 0       | 0       | 0       | 0       |
| 1999–00      | «Торонто Мейпл-Ліфс»       | НХЛ          | 80               | 20               | 26               | 46               | 22               | 12      | 0       | 4       | 4       | 6       |
| 2000–01      | «Торонто Мейпл-Ліфс»       | НХЛ          | 73               | 10               | 19               | 29               | 28               | 11      | 0       | 0       | 0       | 0       |
| 2001–02      | «Чикаго Блекгокс»          | НХЛ          | 82               | 9                | 20               | 29               | 20               | 5       | 0       | 1       | 1       | 0       |
| 2002–03      | «Чикаго Блекгокс»          | НХЛ          | 48               | 4                | 5                | 9                | 30               | —       | —       | —       | —       | —       |
| 2002–03      | «Норфолк Адміралс»         | АХЛ          | 14               | 4                | 3                | 7                | 0                | 9       | 2       | 4       | 6       | 4       |
| 2003–04      | «Норфолк Адміралс»         | АХЛ          | 10               | 1                | 4                | 5                | 4                | —       | —       | —       | —       | —       |
| 2003–04      | «Чикаго Блекгокс»          | НХЛ          | 62               | 3                | 10               | 13               | 22               | —       | —       | —       | —       | —       |
| 2004–05      | «Локомотив» (Ярославль)    | Суперліга    | 60               | 8                | 20               | 28               | 26               | 9       | 1       | 6       | 7       | 2       |
| 2005–06      | «Металург» (Магнітогорськ) | Суперліга    | 51               | 7                | 17               | 24               | 26               | 11      | 0       | 2       | 2       | 4       |
| 2006–07      | «Металург» (Магнітогорськ) | Суперліга    | 54               | 2                | 14               | 16               | 28               | 13      | 4       | 3       | 7       | 8       |
| 2007–08      | «Металург» (Магнітогорськ) | Суперліга    | 57               | 6                | 20               | 26               | 58               | 13      | 5       | 5       | 10      | 10      |
| 2008–09      | «Атлант» (Митищі)          | КХЛ          | 56               | 7                | 15               | 22               | 46               | 7       | 0       | 1       | 1       | 10      |
| 2009–10      | «Локомотив» (Ярославль)    | КХЛ          | 48               | 5                | 15               | 20               | 28               | 15      | 0       | 3       | 3       | 4       |
| Усього в НХЛ | Усього в НХЛ               | Усього в НХЛ | 795              | 119              | 227              | 346              | 330              | 41      | 0       | 8       | 8       | 6       |

### Збірна
| Рік  | Команда | Турнір | Місце |   | І | Г | П | О | ШХ |
| ---- | ------- | ------ | ----- | - | - | - | - | - | -- |
| 1991 | СРСР    | КК     | 5-е   | 5 | 0 | 0 | 0 | 0 |    |
| 1992 | Росії   | ЧС     | 5-е   | 6 | 2 | 1 | 3 | 2 |    |